# Weiler in der Ebene
Weiler in der Ebene is een plaats in de Duitse gemeente Zülpich, deelstaat Noordrijn-Westfalen, en telt 474 inwoners (2006).